# لس امس
لس امس (انگلیسی: Les Ames; ۳ دسامبر ۱۹۰۵ – ۲۷ فوریهٔ ۱۹۹۰) یک بازیکن کریکت بود.